# NGC 6390
NGC 6390 is een spiraalvormig sterrenstelsel in het sterrenbeeld Draak. Het hemelobject werd op 7 juli 1885 ontdekt door de Amerikaanse astronoom Lewis A. Swift.

## Synoniemen
- UGC 10881
- MCG 10-25-47
- ZWG 300.40
- KAZ 141
- PGC 60356